# 新埃拉
新埃拉是巴西米纳斯吉拉斯州的一个市镇。总面积363.195平方公里，总人口17932人，人口密度49.4人/平方公里。